# Brauerei Neder
Die Brauerei Neder GmbH ist die älteste in Forchheim ansässige Brauerei (gegründet 1554). Die Privatbrauerei ist ein Familienunternehmen im Forchheimer Bezirk. Der Ausstoß pro Jahr beträgt 5.000 Hektoliter.

## Geschichte

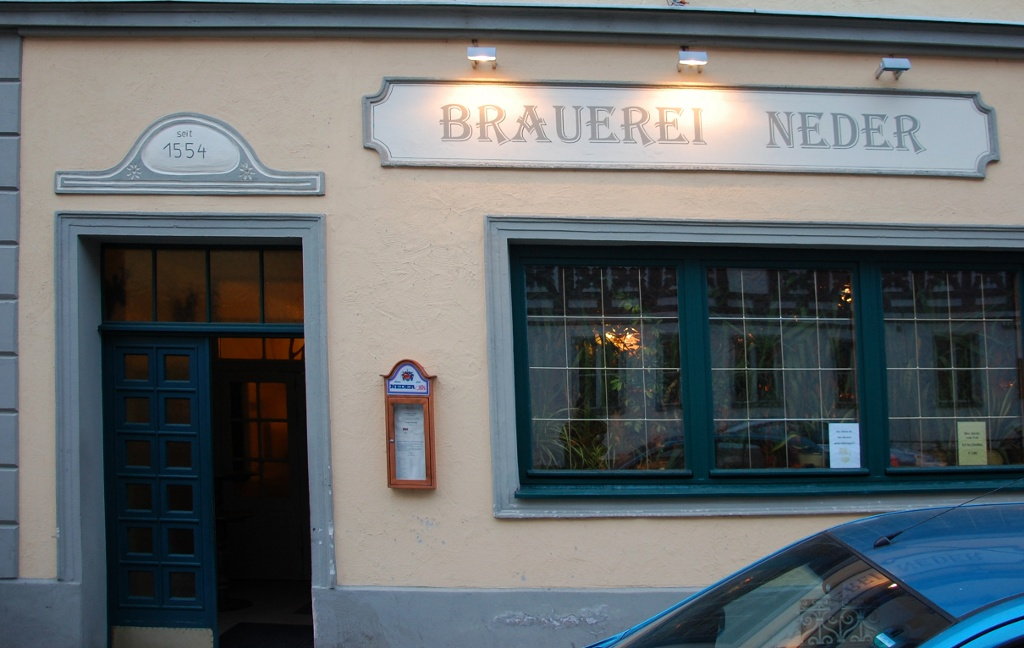
Brauereigasthof Neder in Forchheim

Der älteste Nachweis über die Brauerei befindet sich im Staatsarchiv Bamberg und ist eine Rechnung aus dem Jahre 1552.

## Sortiment
Die ganzjährig angebotene Produktpalette umfasst die Sorten „Schwarze Anna“ (Schwarzbier), „Klassik Hell 1554“, Braunbier, Export, Premium-Pils, Kellerbier und „Anna-Weisse“ (Weizenbier). Saisonal offeriert werden „Anna-Festbier“ (ab Mai bis Ende August), „Weihnachts-Festbier“ (ab November) und Bock (ohne festen Termin).

## Sonstiges
Die Brauerei ist Mitglied im Brauring, einer Kooperationsgesellschaft privater Brauereien aus Deutschland, Österreich und der Schweiz.